# انتخابات الرئاسة الطاجيكستانية 2013
انتخابات الرئاسة الطاجيكستانية 2013 هي الانتخابات الرئاسية التي جرت في 6 نوفمبر 2013، لانتخاب رئيس طاجيكستان، فاز بالانتخابات إمام علي رحمن.